# Rawang
Rawang – miasto w Malezji, w stanie Selangor, w dystrykcie Gombak (do 1997 jego stolica).
Miejsce bitwy pod Rawang w 1871.